# Karl Eppinger
Karl Eppinger (6. ledna 1853 Broumov – 15. července 1911 Salcburk) byl rakouský a český právník a politik německé národnosti, na přelomu 19. a 20. století poslanec Českého zemského sněmu, počátkem 20. století předseda Německé pokrokové strany.

## Biografie
Jeho otec Heinrich Vinzenz Eppinger byl notářem v Broumově. Karl Eppinger studoval nižší gymnázium v Broumově a vyšší gymnázium v Praze. Pak absolvoval práva na Karlo-Ferdinandově univerzitě, kde v říjnu 1877 získal titul doktora práv. Během studií byl členem burschenschaftu Carolina. V letech 1878–1879 působil na praxi u krajského soudu v Hradci Králové. V období let 1874–1878 a 1879–1881 působil coby koncipient u svého bratra Heinricha Eppingera, který byl okresním starostou v Broumově. Od listopadu 1881 provozoval samostatnou advokátní kancelář v Mimoni.
V 90. letech 19. století se zapojil i do zemské politiky. Ve volbách v roce 1895 byl zvolen v městské kurii (volební obvod Cvikov, Mimoň) do Českého zemského sněmu. Uvádí se jako německý liberál (takzvaná Německá pokroková strana). Mandát zde obhájil v volbách v roce 1901 a volbách v roce 1908. Na sněmu se zviditelnil roku 1896, kdy se zapojil do debat ohledně uznání volby českého agrárního poslance Alfonse Ferdinanda Šťastného. Od listopadu 1901 byl předsedou klubu německých liberálních poslanců a předsedou Německé pokrokové strany. V červenci 1902 byl zvolen do zemského výboru. Vedl zde finanční referát a byl intendantem referátu pro německé divadlo.
V červnu 1907 se stal členem Panské sněmovny (jmenovaná horní komora Říšské rady ve Vídni), kde patřil mezi hlavní politiky německé liberální strany.
Po jistou dobu sloužil i v rakouské armádě, kde získal hodnost nadporučíka. Kromě Heinricha Eppingera měl ještě další dva bratry, Hans Eppinger působil jako státní úředník v Štýrském Hradci a Viktor Eppinger jako lesní odborník v Slovenske Bistrici.
Dr. Karl Eppinger byl čestným občanem města Krumlov.
Zemřel náhle v červenci 1911 v Salcburku, ve vlaku z Innsbrucku do Vídně. Byl na místě mrtev.